# المنظمة العربية للسياحة
المنظمة العربية للسياحة (بالإنجليزية: Arab Tourism Organization)‏ هي منظمة منبثقة من المجلس الوزاري العربي للسياحة، تهتم بشؤون الدول العربية من الناحية السياحية، باعتبارها المنظمة المتخصصة في مختلف مجالات السياحة العربية. تقوم بالتنسيق والتعاون مع الأمانة الفنية للمجلس الوزاري العربي للسياحة في متابعة وتنفيذ قرارات المجلس ومكتبه التنفيذي ولجانه الفنية.
تلعب منظمة السياحة العربية دوراً هاماً في التأثير على مستوى وتنمية السياحة في العالم العربي وتعمل المنظمة في مواضيع أساسية تشمل البحوث البيئية والمواضيع الاجتماعية والاقتصادية والثقافية وبناء المقدرات من أجل كفالة التنمية المستدامة وذلك بتنظيم ورشات عمل ومؤتمرات وتقديم التدريب اللازم والشراكة الاستراتيجية مع القطاعين العام والخاص للمساعدة في إدماج مفهوم التنمية المستدامة في السياحة.

## مقر المنظمة العربية للسياحة
تتخذ المنظمة العربية للسياحة من المملكة العربية السعودية مدينة جدة مقراً رئيسياً لها بموجب الأمر الملكي الكريم واتفاقية المقر مع حكومة المملكة العربية السعودية وهي الجهة المعنية بالقطاع السياحي العربي والتي تقوم بترجمة قرارات مجلس وزراء السياحة العرب ورئيسها الدكتور بندر بن فهد الفهيد سعودي الجنسية.

## نشأة المنظمة العربية للسياحة
أنشئت المنظمة بناءً على مقترح من المملكة العربية السعودية من خلال الأمير سلطان بن سلمان بن عبد العزيز آل سعود الرئيس الفخري للمنظمة ورئيس الهيئة العامة للسياحة والتراث الوطني السعودية، وتم اعتمادها بموجب قرارات المجلس الوزاري العربي للسياحة في دورته الثامنة المنعقدة في مقر جامعة الدول العربية بحضور الأمين العام لجامعة الدول العربية والتي نصت على إنشاء منظمة تسمى المنظمة العربية للسياحة تعمل في إطار المجلس الوزاري العربي للسياحة التابع لجامعة الدول العربية بهدف تفعيل وتنمية السياحة فيما بين الدول العربية.
في يوم الإثنين 06-04-2015 رأس خادم الحرمين الشريفين الملك سلمان بن عبد العزيز آل سعود الجلسة التي عقدها مجلس الوزراء في المملكة العربية السعودية بمدينة الرياض حيث قرر المجلس برئاسة الملك سلمان الموافقة على اتفاقية مقر بين حكومة المملكة العربية السعودية والمنظمة العربية للسياحة، الموقع عليها في مدينة الطائف بتاريخ 14 / 7 / 1435هـ .وتمنح هذه الاتفاقية رئيس المنظمة العربية للسياحة وموظفيها الرسميين الموفدين من حكوماتهم العاملين في مقر المنظمة الحصانة القضائية فيما يتعلق بالأعمال التي يؤدونها بحكم وظائفهم وذلك بعد موافقة وزارة الخارجية عليهم.

## الرؤية والاستراتيجية

### الرؤية
الازدهار الاقتصادي ومكافحة الفقر من خلال التنمية السياحية المستدامة.
تفعيلاً لدور السياحة في تعظيم الميزة النسبية والتنافسية للدول العربية كمنطقة جذب سياحي، وتقديراً لدور صناعة السياحة كقاطرة للاقتصاد الوطني بتوفير العملات الصعبة وفرص العمل، وكعامل من أهم عوامل التنمية المستدامة، فإن المنظمة ممثلة بالقطاع الخاص العربي وبالفعاليات المهنية السياحية، ستعمل يدا بيد مع الحكومات العربية وبالتعاون مع المجلس الوزاري العربي للسياحة، على تطوير السياحة بمفهومها الشامل لتبرز مكتنزات هذه الدول الدينية والثقافية والتراثية والحضارية والتاريخية والطبيعية عبر العصور، ولتنمي القيم الإنسانية النبيلة المبنية على السلام والاحترام المتبادل بين الشعوب.

### أهداف الاستراتيجية
1. أولاً: تعظيم العوائد الاقتصادية للسياحة: وذلك من خلال زيادة المقبوضات السياحية عن طريق زيادة أعداد السياح ومعدلات إقامتهم وإنفاقهم.
2. ثانياً: تفعيل مشاركة القطاع الخاص والمجتمعات المحلية في عملية التنمية السياحية: وذلك بإشراك المجتمعات المحلية في عملية التنمية السياسية كشريك استراتيجي وتوعية المجتمعات بأهمية السياحة وتحفيزها لتوفير الأيدي العاملة وإبراز نشاطاتها وثقافاتها.
3. ثالثاً: اعتماد قطاع السياحة كأداة فاعلة لتحسين دخل المواطن والحد من الفقر والبطالة
4. رابعاً: تعزيز مبدأ الشراكة في الإدارة الوطنية للسياحة
5. خامسا: رفع كفاءة البناء المؤسسي لقطاع السياحة
6. سادساً: وضع وقيادة سياسات التسويق والترويج السياحي

## الدول الأعضاء
كافة الدول العربية الإثني والعشرين.